# Lempster (Nuevo Hampshire)
Lempster es un pueblo ubicado en el condado de Sullivan en el estado estadounidense de Nuevo Hampshire. En el Censo de 2010 tenía una población de 1.154 habitantes y una densidad poblacional de 13,59 personas por km².

## Geografía
Lempster se encuentra ubicado en las coordenadas 43°14′12″N 72°11′6″O / 43.23667, -72.18500. Según la Oficina del Censo de los Estados Unidos, Lempster tiene una superficie total de 84.88 km², de la cual 83.78 km² corresponden a tierra firme y (1.3%) 1.11 km² es agua.

## Demografía
Según el censo de 2010, había 1.154 personas residiendo en Lempster. La densidad de población era de 13,59 hab./km². De los 1.154 habitantes, Lempster estaba compuesto por el 98.09% blancos, el 0.17% eran afroamericanos, el 0.26% eran amerindios, el 0% eran asiáticos, el 0% eran isleños del Pacífico, el 0.17% eran de otras razas y el 1.3% pertenecían a dos o más razas. Del total de la población el 1.21% eran hispanos o latinos de cualquier raza.